# Sébécourt
Sébécourt – miejscowość i gmina we Francji, w regionie Normandia, w departamencie Eure.
Według danych na rok 1990 gminę zamieszkiwały 273 osoby, a gęstość zaludnienia wynosiła 18 osób/km² (wśród 1421 gmin Górnej Normandii Sébécourt plasuje się na 636. miejscu pod względem liczby ludności, natomiast pod względem powierzchni na miejscu 134.).